# 钱清站
钱清站是中国浙江省绍兴市柯桥区一座铁路车站，位于钱清镇，是萧甬铁路一座车站，距杭州站42公里。车站始建于1937年，目前为四等站。车站曾办理普速列车旅客乘降业务，1990年代末取消。车站办理整车货物到发，不办理其他货运业务。
2017年起车站为接入绍兴风情旅游新干线而进行改造，规划新建站房，于2018年8月完工。并于2018年9月30月开通绍兴风情旅游新干线列车服务，列车至绍兴最快车程需16分钟左右，至上虞最快车程39分钟左右。

## 车站结构

### 站房
车站原客运站房位于铁路东侧，为十余间平房。
钱清城际站站房于2018年8月落成，由原先的货场改建而成。站房面积1191平方米，其中候车室面积550平方米。售票处位于站房内，进站安检后即可购票乘车。目前钱清站闸机除了可使用绍兴市民卡、公交卡外，还支持支付宝和微信扫码乘车。

### 站场
钱清站目前设有一座使用中的客运站台，由原先的货场站台改建而成，为侧式站台，供绍兴风情旅游新干线列车使用。钱清站货场位于铁路的南面，设有一条通往凤仪欣荣物资有限公司的专用线。
| 西 | 货场     |                                   |
| 西 | 侧线     | 萧甬铁路 往杭州南方向（夏家桥站） |
| 西 | 侧线     | 萧甬铁路 往杭州南方向（夏家桥站） |
| 西 | 侧线     | 萧甬铁路 往杭州南方向（夏家桥站） |
| 西 | 正线     | 萧甬铁路 上行列车通过线           |
| 西 | 正线     | 萧甬铁路 下行列车通过线           |
| 西 | 侧线     | 萧甬铁路 往宁波方向（绍兴站）     |
| 西 | 1站台    | 绍兴风情旅游新干线列车            |
| 西 | 侧式站台 |                                   |
| 东 | 站房     | 售票处、候车室、出站口、东门      |

## 接驳交通

### 公交
| 钱清城际站 | 钱清城际站             | 钱清城际站 | 钱清城际站 | 钱清城际站                                      |
| 编号       | 路线                   | 路线       | 路线       | 备注                                            |
| ---------- | ---------------------- | ---------- | ---------- | ----------------------------------------------- |
| 567        | 钱清公交站（梅盛布业） | ⇆          | 里枢       |                                                 |
| 866        | 杨汛桥公交站           | ⇆          | 绍兴北站   | 经墅后村、瓜渚路鉴水路口、南岸公园；原 613、616 |
| 866区间    | 杨汛桥公交站           | ⇆          | 南岸公园   |                                                 |
| 微1001     | 钱清公交站（梅盛布业） | ⇆          | 景岳堂     |                                                 |

### 轨道交通
绍兴轨道交通1号线在该站东北侧设有同名地铁站，可通过群贤西路、G104来往。